# Mircea Monroe
Mircea Monroe, född 28 november 1982 i Saint Louis, är en amerikansk film- och TV- skådespelerska. Hon har bland annat haft roller i Chuck, Hart of Dixie, White Collar, The Mentalist, How I Met Your Mother och Anger Management.